# Szabó T. Anna
Szabó T. Anna (Kolozsvár, 1972. június 4. –) József Attila-díjas magyar költő, műfordító, író

## Életpályája
Nagyapja Szabó T. Attila nyelvész, édesapja Szabó T. E. Attila biológus, nagybátyja Szabó T. Ádám nyelvész. 1987-ben családjával áttelepült Magyarországra. A gimnáziumot Szombathelyen végezte. 
1991-ben Budapesten az Eötvös Loránd Tudományegyetem magyar–angol szakos hallgatója lett, 1997-ben szerzett tanári és előadói diplomát, majd elvégezte az Angol Reneszánsz és Barokk PhD-programot. Tagja, majd később néhány félévig tanára az Eötvös József Collegiumnak. 
Jelenleg Budapesten él férjével, Dragomán György íróval és két fiukkal. Egyetemi évei alatt kezdett publikálni, több napi és havilapban rendszeresen közöl verseket, esszéket, rövidprózát.
Író, műfordító (többek között James Joyce, Sylvia Plath, W. B. Yeats, John Updike, Stuart Parker írásait fordította), tanári és szerkesztői munkát végzett a British Councilnak és a Magyar Könyv Alapítványnak, cikkeket és kritikákat ír.

## Verseskötetei
- A madárlépte hó; CET Belvárosi Könyvkiadó, Bp., 1995
- Nehézkedés; Magvető, Bp., 1998
- Fény; Magvető, Bp., 2002
- Formák a tubusból. XX. századi és kortárs magyar festők műveiből; Jónás Tamás, László Noémi, Szabó T. Anna verseivel, vál. Alföldi Róbert; Csimota, Bp., 2004
- Rögzített mozgás; Magvető, Bp., 2004
- Elhagy; Magvető, Bp., 2006
- Kerge ABC; Szabó T. Anna, Tóth Krisztina, Varró Dániel versei; Csimota–Magvető, Bp., 2008
- Villany; Magvető, Bp., 2010
- Adventi kalendárium; ill. Szűcs Édua, versek Szabó T. Anna; Reader's Digest Bp., 2011
- Holló Lali; Galgóczi Erzsébet Városi Könyvtár, Győr, 2011[2]
- Tatoktatok; Magvető, Bp., 2012
- Tükörcicák (képeskönyv); Tessloff Babilon, Bp., 2013
- Kerített tér; Magvető,[3] Bp., 2014
- Körtészet (leporelló); Szabó T. Anna versével, rajz Hajba László; Manó Könyvek, Bp., 2014
- Tükörrobot (képeskönyv); Tessloff Babilon, Bp., 2014
- Szabó T. Anna Kyoko: Senki madara; Magvető–Vivandra, Bp.–Budaörs, 2015
- A fűszermadár; ill. Schall Eszter; Magvető, Bp., 2015
- Verslavina. A nő meg a férfi ha 40 (vagy több vagy kevesebb); Szabó T. Anna, Lackfi János és még sokan mások; Athenaeum, Bp., 2016
- Lackfi János–Szabó T. Anna: Ikertükör. Élő versek – utazás a világ körül; Képmás 2002 Kft.–Média a Családért Alapítvány, Bp., 2016
- Téli rege; William Shakespeare színműve és Goldmark Károly operája nyomán írta Szabó T. Anna, ill. Schall Eszter; Holnap, Bp., 2017 + CD
- Balázsy Panna–Kalapos Éva Veronika–Lakatos Levente–Szabó T. Annaː Szívek dallama. Szeretni sokféleképpen lehet; Menő Könyvek, Bp., 2017
- Ár;  Magvető, Bp., 2018
- Adventi kalendárium; ill. Rofusz Kinga; Pozsonyi Pagony, Bp., 2018
- Játék a városban; Óbudai Múzeum, Bp., 2019
- Vagyok – Összegyűjtött és új versek; Magvető, Bp., 2022
- Vigasz (verseskötet, Magvető, 2024)[4]

## Próza
- Törésteszt; Magvető, Bp., 2016
- Határ; Magvető, Bp., 2018
- Szabadulógyakorlat; Magvető, Bp., 2020
- Budapest Nagyregény. Budapest Brand Nonprofit Zrt., Bp., 2023 (társszerző)

## Műfordításai, magyarításai
- Természettudósok arcképcsarnoka, Vas megye. Élettudományok, földtudományok, fizika, csillagászat, határtudományok, honismeret / Portrait gallery of scientists, natural history, Vas County (Hungary). Life sciences, earth sciences, space sciences, physical sciences, anthropology; szerk., életrajzok Szabó T. Attila, angolra ford. Szabó T. Anna; Szombathely, Tikett, 1991
- John Updike: Bech befut; Európa, Bp., 1999
- Modern classics from Hungary. Hungarian prose and poetry from the first half on the twentieth century; írta és ford. Szabó T. Anna, Mesterházi Mónika; Hungarian Book Foundation, Bp., 2000
- Györgyey Klára: Molnár Ferenc; Magvető, Bp., 2001
- Clive Wilmer: Végtelen változatok. Válogatott versek; ford. Gömöri György és Szabó T. Anna; JATEPress, Szeged, 2002
- Hercegnők bájos versei / Disney princess; Egmont, Bp., 2005
- Beatrix Potter: Bikkmakk Mókus kalandjai; General Press, Bp., 2007 (Nyúl Péter könyvtára)
- Beatrix Potter: Kacsa Jolán kalandjai; General Press, Bp., 2007 (Nyúl Péter könyvtára)
- Beatrix Potter: Nyúl Péter kalandjai; General Press, Bp., 2007 (Nyúl Péter könyvtára)
- Beatrix Potter: Nyuszi Benjámin kalandjai; General Press, Bp., 2007 (Nyúl Péter könyvtára)
- Helwig Brunner–Szabó T. Anna: Gedichte zweisprachig. Versek két nyelven; ford. Buda György, Szabó T. Anna; Wien–Bp., Kortina, 2008 (Dichterpaare. Költőpárok, 3.)
- Beatrix Potter: Nyúl Péter kalandjai. Térbeli mesekönyv; General Press, Bp., 2008
- Beatrix Potter: Pecás Jeremiás kalandjai; General Press, Bp., 2008 (Nyúl Péter könyvtára)
- Beatrix Potter: Tapsifülesék kalandjai; General Press, Bp., 2008
- Beatrix Potter: Egérke asszony kalandjai; General Press, Bp., 2009
- Beatrix Potter: Tomi cica kalandjai; General Press, Bp., 2009
- Holly Hobbie: Duda és Pocsolya; General Press, Bp., 2010
- Beatrix Potter: Janó, a városi egér kalandjai; General Press, Bp., 2010
- Harry Horse: Kisnyuszi elveszett; General Press, Bp., 2010
- Harry Horse: Kisnyuszi suliba megy; General Press, Bp., 2010
- Dezső Andrea: Mamuska; Csimota, Bp., 2010
- Lauren Child: Nem vagyok álmos, és nem akarok lefeküdni! Főszerepben Charlie és Lola; Csimota, Bp., 2010
- Tom Schamp: Ottó és a város; Csimota, Bp., 2010
- Rob Scotton: Russell, a bárány; General Press, Bp., 2010
- Lauren Child: Sohadesoha nem eszem paradicsomot. Főszerepben Charlie és Lola; Csimota, Bp., 2010
- Beatrix Potter: Tüskés néni kalandjai; General Press, Bp., 2010
- Harry Horse: Kisnyuszi karácsonya; General Press, Bp., 2011
- Harry Horse: Kisnyuszi világgá megy; General Press, Bp., 2011
- Agnés Lacor: Lili; Csimota, Bp., 2011
- Tom Schamp: Ottó a hóban; Csimota, Bp., 2011
- Cynthia Paterson és Brian Paterson: A titkok völgye; General Press, Bp., 2011 (Foxwoodi mesék)
- Cynthia Paterson és Brian Paterson: A csempészek; General Press, Bp., 2012 (Foxwoodi mesék)
- Lane Smith: Ez egy könyv; Csimota, Bp., 2012
- Cynthia Paterson és Brian Paterson: Karácsonyi meglepetés; General Press, Bp., 2012 (Foxwoodi mesék)
- Beatrix Potter: A két rossz kisegér kalandjai; General Press, Bp., 2012
- Emma Thompson: Nyúl Péter további kalandjai; General Press, Bp., 2012
- Patrick Ness, Siobhan Dowd nyomán: Szólít a szörny; Vivandra Könyvek, Budaörs, 2012
- Beatrix Potter: Tipptopp Tomi kalandjai; General Press, Bp., 2012
- Mélanie Watt: Cidrimókus; magyar szöveg Szabó T. Anna; Tessloff Babilon, Bp., 2013
- Mélanie Watt: Cidrimókus barátot szerez; magyar szöveg Szabó T. Anna; Tessloff Babilon, Bp., 2013
- Audrey Niffenegger: Hollókisasszony; Athenaeum, Bp., 2013
- Orit Gidali: Nóra, a gondolatolvasó; Csimota, Bp., 2013
- Eef Rombaut & Emma Thyssen: Szívszerelem kereső – vesztő – nyerő; Csimota, Bp., 2013
- Cynthia Paterson és Brian Paterson: A titkos recept; General Press, Bp., 2013 (Foxwoodi mesék)
- Búúú Boci és barátai; magyar szöveg Szabó T. Anna; Tessloff Babilon, Bp., 2014 (Nagyszemű lapozó)
- Mélanie Watt: Cidrimókus és a sötét; magyar szöveg Szabó T. Anna; Tessloff Babilon, Bp., 2014
- Mélanie Watt: Cidrimókus szülinapja; magyar szöveg Szabó T. Anna; Tessloff Babilon, Bp., 2014
- Davide Cali–Serge Bloch: Az ellenség; Csimota, Bp., 2014
- Cynthia Paterson és Brian Paterson: Az evezősverseny; General Press, Bp., 2014 (Foxwoodi mesék)
- Lawrence Schimel: A fiú és a kém / The boy and the spy; Csimota, Bp., 2014
- Mosó Maci és barátai; magyar szöveg Szabó T. Anna; Tessloff Babilon, Bp., 2014 (Nagyszemű lapozó)
- Cynthia Paterson és Brian Paterson: A nagy felfedezés; General Press, Bp., 2014 (Foxwoodi mesék)
- Nézd, merre megy a kicsi kocsi!; magyar szöveg Szabó T. Anna; Tessloff Babilon, Bp., 2014 (Ujjvezető lapozó)
- Nézd, merre száll a lepke!; magyar szöveg Szabó T. Anna; Tessloff Babilon, Bp., 2014 (Ujjvezető lapozó)
- Allan Ahlberg: Rúgom a bőrt!; General Press, Bp., 2014
- Sun-mi Hwang: Rügy. A tyúk, aki repülésről álmodott; Athenaeum, Bp., 2014
- Brigitte Weninger–Eve Tharlet: 24 karácsonyi mese; Naphegy, Bp., 2015
- Rémi Courgeon: Botocska; magyar szöveg Szabó T. Anna; Vivandra Könyvek, Budaörs, 2015
- Thorsten Saleina: Hohó! Kié ez a popó? Vidám kihajtókkal; Tessloff Babilon, Bp., 2015
- Marijke ten Cate: Nagy családi gyermekbiblia; Kálvin, Bp., 2015
- Holly Lynn Payne: A damaszkuszi rózsa. Mese Rúmíról és a rózsákról; ford. Bánki Vera, versford. Szabó T. Anna; General Press, Bp., 2015 (Regényes történelem)
- Dr. Seuss: Ha lenne egy cirkuszom; Kolibri, Bp., 2016 (Kolibri klasszikusok)
- Dr. Seuss: Kalapos macska; Kolibri, Bp., 2016 (Kolibri klasszikusok)
- Robert Munsch: Örökké szeretlek; Manó Könyvek, Bp., 2016
- Lauren Child: Egy valami. Főszerepben Charlie és Lola; Csimota, Bp., 2016
- Dr. Seuss: Kell egy kedvenc; Kolibri, Bp., 2017 (Kolibri klasszikusok)
- Benji Davies: Nagypapa szigete; Móra, Bp., 2016
- Dr. Seuss: Zöld sonkás tojás; Kolibri, Bp., 2017 (Kolibri klasszikusok)
- Catherine Leblanc: Akkor is szeretnél?; ford. Szabó T. Anna, Dragomán Pali; Manó Könyvek, Bp., 2017
- Emily Winfield Martinː Bármi lehetsz!; Central, Bp., 2017
- Szerelmes Shakespeare; Marc Normann, Tom Stoppard forgatókönyve alapján színpadra alk. Lee Hall, ford. Szabó T. Anna; 21. Század, Bp., 2017
- Sarah Crossan: Egy; Betűtészta, Budakeszi, 2017
- Catherine Leblancː Megérkezett!; ill. Eve Tharlet; Manó Könyvek, Bp., 2017
- Clare Azzopardi: Pár női név; Noran Libro, Bp., 2018 (Európa női szemmel)
- Drew Daywalt: A nap, amikor a zsírkréták fellázadtak; ford. Dragomán Pali, Szabó T. Anna; Teknős Könyvek, Bp., 2018
- Cate Berry: Pingvin és Garnéla. Nem alszunk el!; ford. Dragomán Pali, Szabó T. Anna; Teknős Könyvek, Bp., 2018
- Lauren Child: Abszolút Clarice Bean; Csimota Kvk. Kft., Bp., 2018
- Lauren Child: Helyesíráspara: Clarice Bean; Csimota Kvk. Kft., Bp., 2018
- Dr. Seuss: Rókamóka; Kolibri, Bp., 2018 (Kolibri klasszikusok)
- Catherine Leblanc: Elég nagy vagyok már?; ford. Dragomán Pali, Szabó T. Anna; Manó Könyvek, Bp., 2018
- David McKee: Elmer, a kockás elefánt; Pozsonyi Pagony, Bp., 2018
- David McKee: Elmer és az elveszett mackó; Pozsonyi Pagony, Bp,. 2018
- David McKee: Elmer és Eldó nagyapó; Pozsonyi Pagony, Bp,. 2019
- David McKee: Elmer új tréfája; Pozsonyi Pagony, Bp,. 2019
- Matt Haig: Az igazmondó Glimpi; Kolibri, Bp., 2019
- Dr. Seuss: Kalapos macska visszatér; Kolibri, Bp., 2019 (Kolibri klasszikusok)
- Dany Aubert, Catherine Leblanc: Oviba megyek!; ford. Dragomán Pali, Szabó T. Anna; Manó Könyvek, Bp., 2020
- Beatrix Potter: Nyúl Péter és barátai.Beatrix Potter összes meséje; ford. Dragomán György, Szabó T. Anna; Manó Könyvek, Bp., 2020
- Beatrix Potter: Nyúl Péter adventi kalendáriuma; Manó Könyvek, Bp., 2021
- Jan Andersen: Dusty: veszélyes küldetés; Manó Könyvek, Bp., 2021
- Michael Rosen: A banánfüles fiú. Michael Rosen versei; Pozsonyi Pagony, Bp. 2021
- Lawrence Schimel: Micsoda család!; Szivárványcsaládokért Alapítvány, Bp., cop. 2021
- Frida Kahlo: Napló; POKET, Komárom, cop. 2021 (POKET, 47.)

- Cynthia és Brian Paterson: Foxwood összes meséje; Manó Könyvek, Bp., 2022
- Beatrix Potter alapján Katie Woolley: A nagy tojásvadászat; Manó Könyvek, Bp., 2022 (Nyúl Péter világa)

## CD-k, hangoskönyvek
- Szabó T. Anna: Senki madara; Kossuth–Mojzer, Bp., 2018

## Díjak, ösztöndíjak
- Petőfi-díj (1996)
- Soros-ösztöndíj (1997)
- Déry Tibor-díj (2000)
- Móricz Zsigmond-ösztöndíj (2001)
- József Attila-díj (2002)
- Vackor-díj (2003)
- Kavics-díj (2003)
- Zelk Zoltán-díj (2004)
- Arany János ösztöndíj (2005)
- Tokaji Írótábor díja (2005)
- Mozgó Világ Nívódíja próza kategóriában (2006)
- Babits Mihály műfordítói ösztöndíj (2006)
- Akademie der Künste Berlin – Junge Akademie ösztöndíja (2006)
- az ULNÖ Krems ösztöndíja (2007)
- Az Év Gyermekkönyv Műfordítója (2012)
- Arany Medál díj (2021)[5]
- Szabó Magda-díj (2023)[6]
- Prima-díj (2023)